# Zwarte suprematie
Zwarte suprematie is een racistische ideologie die stelt dat zwarten superieur zijn aan mensen van andere rassen.
In de jaren zestig zei Martin Luther King jr. dat 'a doctrine of black supremacy was as dangerous as white supremacy'.

## Oorsprong
Vroege bronnen zouden onder meer het Royal Perkament Scroll of Black Supremacy, Holy Piby en The Promised Key uit de jaren 1920 en 30 zijn. Zwarte suprematie werd bepleit door de Jamaicaanse predikant Leonard Howell in het traktaat van de Rastafari-beweging uit 1935, The Promised Key. Howells gebruik van de term 'black supremacy' had zowel religieuze als politieke implicaties. In politiek opzicht pleitte hij, als direct tegenwicht tegen blanke suprematie en het falen van blanke regeringen om zwarte mensen te beschermen, voor de vernietiging van blanke regeringen. Howell had als invloed gebruikgemaakt van het werk van de eerdere proto-Rastafari-prediker Fitz Balintine Pettersburg, in het bijzonder het latere boek The Royal Perkament Scroll of Black Supremacy.

## Groeperingen

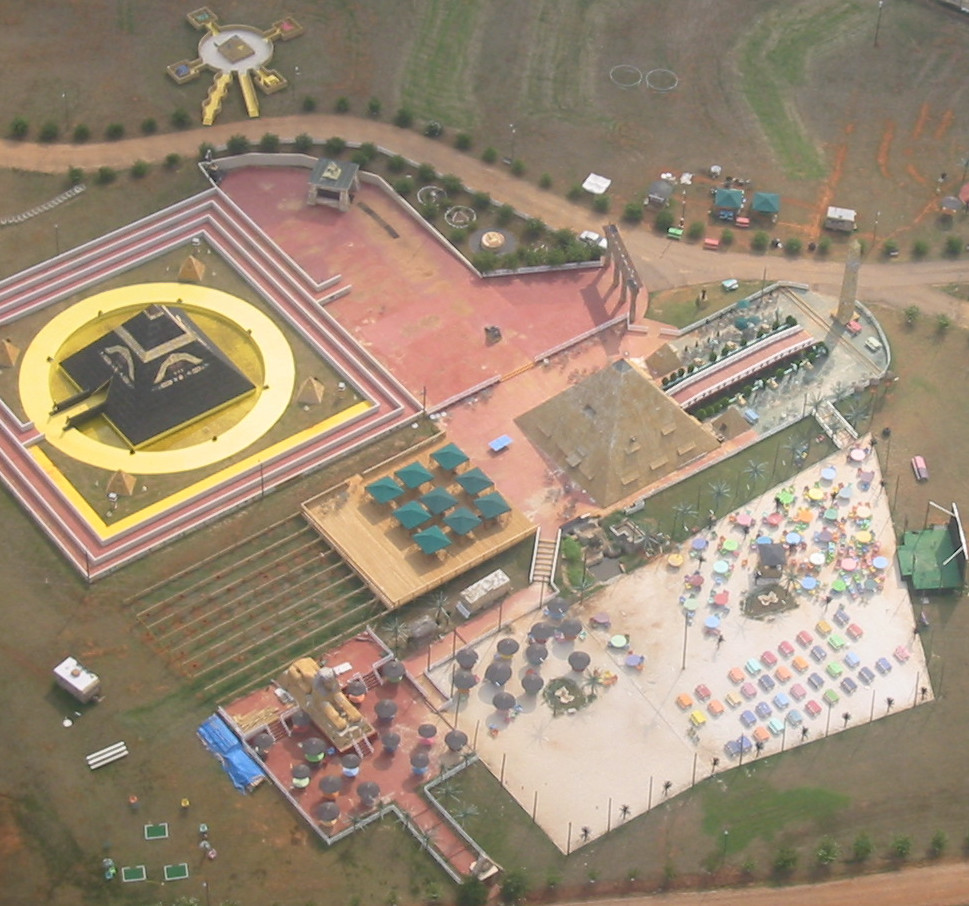
Luchtfoto van Tama-Re, een dorp in de Amerikaanse staat Georgia gebouwd in 1993 door de United Nuwaubian Nation of Moors

Het Southern Poverty Law Center (SPLC), een Amerikaanse non-profitorganisatie die toezicht houdt op haatgroepen en extremisten in de Verenigde Staten, heeft verschillende veelal kleine groeperingen in verband gebracht met zwarte suprematie. Volgens historicus David Mark Chalmers is het SPLC "de meest uitgebreide bron over rechts-extremisme".
- De Israelite Church of God in Jesus Christ (ICGJC) werd in 2008 door de SPLC beschreven als een zwarte supremacistische sekte.[7]
- De Israelite School of Universal Practical Knowledge (ISUPK)[8][9][10]
- Nation of Islam (NOI) is een Amerikaanse religieuze organisatie die in 1930 werd opgericht door Wallace Fard Muhammad. Haar ideologie wordt door de SPLC beschreven als "een theologie van aangeboren zwarte superioriteit over blanken". SPLC duidt de organisatie aan als haatgroep omwille van "de diep racistische, antisemitische en anti-LGBT-retoriek" van het leiderschap.[11]
- De Nation of Yahweh is een Amerikaanse religieuze groepering die door de SPLC wordt beschreven als supremacistisch. Ze is een uitloper van de zwarte Hebreeuwse Israëlitische gedachtegang. Ze werd opgericht door Yahweh ben Yahweh en groeide snel in de jaren 1980.[12]
- United Nuwaubian Nation of Moors is opgericht door de Amerikaan Dwight York, die door de SPLC is beschreven als zwart supremacist. De SPLC meldde dat de leer van York de overtuiging omvatte dat "blanken 'duivels' zijn, verstoken van hart en ziel, hun kleur het resultaat van lepra en genetische minderwaardigheid".[13] De SPLC beschreef het geloofsysteem als "het mengen van zwarte supremacistische ideeën met aanbidding van de Egyptenaren en hun piramides, een geloof in UFO's en verschillende samenzweringstheorieën met betrekking tot de Illuminati en de Bilderbergers".[14]
- De New Black Panter Party wordt door het SPLC beschreven als "een fel racistische en antisemitische organisatie waarvan de leiders geweld tegen blanken, joden en wetshandhavers aanmoedigen."[14] Leden van de oorspronkelijke Black Panther Party hebben aangedrongen dat de nieuwe partij niet legitiem is en dat "er geen nieuwe Black Panther Party is".[15][16]

## Kritiek
Martin Luther King, een van de voornaamste leiders van de Afro-Amerikaanse burgerrechtenbeweging, sprak zich in de jaren 1960 meermaals uit tegen blanke en zwarte suprematie. In verschillende toespraken noemde hij "een doctrine van zwarte suprematie net zo gevaarlijk als een doctrine van blanke suprematie."